# リン・ドーソン
リン・ドーソン（Lynne Dawson, 1956年6月3日 - ）は、イギリスのソプラノ歌手。
ヨークの生まれ。サフォークのブリテン＝ピアーズ学校でピーター・ピアーズに声楽に師事し、リー・ウッドランドやジェラルド・ムーアの指導も受けた。1986年のケント・オペラにおけるモーツァルトの《フィガロの結婚》の上演で伯爵夫人役でデビューを飾る。1990年にはザルツブルク音楽祭に初出演している。